# Neue Deutsche Wochenschau
La Neue Deutsche Wochenschau, abrégé en NDW (soit en français littéral : Les Nouvelles Actualités allemandes) existait de 1950 à 1977: ce fut l'une des actualités cinématographiques dans les cinémas de la République Fédérale d'Allemagne.

## Histoire

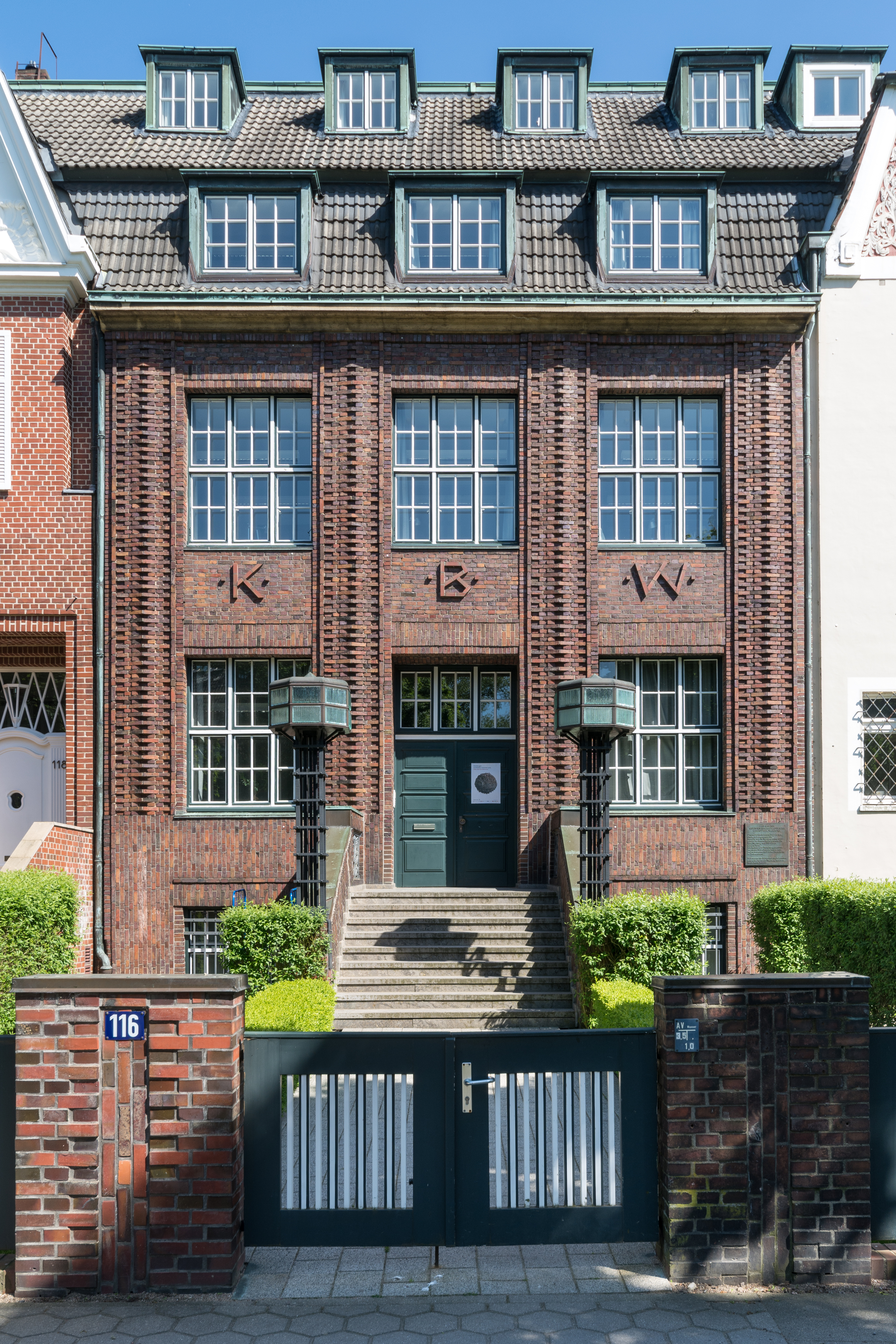
Hambourg, Heilwigstraße 116 – Le premier bâtiment de la rédaction des Nouvelles Actualités Allemandes

Dans le cadre de la propagande nazie dans le Troisième Reich de 1940 à 1945, Die Deutsche Wochenschau était produite de manière centralisée. Mise au pas par la Gleichschaltung, elle diffusait son contenu avant le programme principal dans les cinémas. Die Deutsche Wochenschau a été suspendue avec l'émission n°755 du 22 mars 1945. Peu de temps après la fin de la guerre, les Alliés s'efforçaient d'établir de nouvelles institutions diffusant les actualités dans leurs zones d'occupation respectives.
Fin 1949, à Hambourg, la Neue Deutsche Wochenschau GmbH (GmbH est l'équivalent de SARL en Allemagne) fut fondée et a commencé avec la production de la Nouvelle Deutsche Wochenschau. Les bâtiments de la rédaction et de la production se trouvaient être dans l'ancienne villa de l'historien de l'Art et de la Culture Aby Warburg dans la 116 Heilwegstraße de Hambourg-Eppendorf, l'actuelle Maison de Warburg (de). La première édition de la Neue Deutsche Wochenschau est né le 3 février 1950, dans les salles de cinéma. La voix off de la Neue Deutsche Wochenschau été de 1950 à 1963 celle de Hermann Rockmann. Harry Giese, avait tenté de le remplacer, lui qui avait servi de voix off à l'ancienne Deutsche Wochenschau.
En 1958, Manfred Purzer devient rédacteur en chef et directeur général de la Neue Deutsche Wochenschau. En 1960, rédaction déménage dans une ancienne mess des officiers, désormais vide à Hambourg dans la Siekerstraße. En 1963, la Neue Deutsche Wochenschau fut renommée sous le nom de Zeit unter der Lupe  (en français : Le Temps sous la Loupe, quelques fois abrégée en Zeitlupe).
Fin 1977, la Neue Deutsche Wochenschau arrêta sa diffusion, car le concept était dépassé par la diffusion de la télévision et ses informations quotidienne.

## L'orientation et le style
Les premiers épisodes de la Neue Deutsche Wochenschau ont été produits sur des bandes de 35 minutes. Chaque semaine, apparaissait un nouvel épisode avec une longueur de dix minutes.
L'orientation de l'émission était variée: un accent particulier était mis sur le divertissement, et beaucoup d'espace a été aménagé pour le sensationnel et le catastrophisme, la politique ne jouant qu'un rôle mineur. Le monde du travail était également présent, avec l'ardeur à la tâche et la fierté de la reconstruction était dominant, les grèves et les conflits sociaux avait une place largement secondaire. Alors que la RDA produisait les actualités sous le nom de "Der Augenzeuge" entre 1950 et 1954, elle rapportait les grèves en Allemagne de l'Ouest 17 fois,  lorsque la NDW n'avait sur la même période mentionné le thème des conflits sur le marché du travail qu'à seulement deux reprises. Au lieu de cela, les événements singuliers prenaient une place conséquente: la première édition se consacre ainsi, par exemple, à l'élection d'une reine (de) du pamplemousse en Californie. Comme les actualités de son prédécesseur à l'époque nazie, les actualités  s'ouvraient par une fanfare, puis au commentaire d'une voix off. Des images présentant un globe en rotation enrobé d'une bobine de film, sur lequel était inscrit: NEUE DEUTSCHE WOCHENSCHAU, faisait office de générique de début.

## Répercussions
17 millions de mètres de film, contenant avec 3000 émissions du Neue Deutsche Wochenschau sont conservées dans une archive de Hambourg. Les films d'époque se situe dans les fonds d'archives, sous la propriété des Filmarchiv des Bundesarchivs et leur contenu est rendu publiquement accessible par l'entreprise privatisée en 1978 Deutsche Wochenschau GmbH. Les différents épisodes de la Neue Deutsche Wochenschau sont consultable dans la collection des archives fédérales.

## Reconnaissance
Le ministre fédérale de la Culture, Bernd Neumann a rendu hommage à la Neue Deutsche Wochenschau a l'occasion de leurs 60 ans d'existence en 2009: "Grâce vos contributions, les magazines tels que la 'Neue Deutsche Wochenschau' ont contribuer  [...] À façonner une nouvelle confiance en soi, et une nouvelle Identité nationale dans la jeune république Fédérale. Aujourd'hui, la Deutsche Wochenschau GmbH s'est transformée d'ancien producteur à l'un des principaux filmothèques, qui a réussi avec succès à commercialiser un fonds unique de documents historiques et cinématographiques, qui se trouvent sous la possession des archives fédérales.“

## Liens
- Collection des archives fédérales
- Archives de la Wochenschau, Précurseur de la collection des archives fédérales
- 60 ans de la "Neue Deutsche Wochenschau", Spiegel-online, Article du 13 novembre 2009
- Les Actualités en RFA, filmportal.de